# 愛する者よ、列車に乗れ
『愛する者よ、列車に乗れ』（原題：Ceux Qui M'Aiment Prendront le Train）は、1998年に公開されたフランス映画。監督はパトリス・シェロー。脚本はダニエル・トンプソン、パトリス・シェローおよびピエール・トリヴィディク。キャナル+が出資している。日本ではコムストックにより1999年に公開された。パスカル・グレゴリー主演。1998年の第51回カンヌ国際映画祭でパルム・ドールにノミネートされている。1999年にはセザール賞で3部門を受賞している。

## キャスト
- パスカル・グレゴリー：フランソワ
- ジャン＝ルイ・トランティニャン：ルシアン・エメリッヒ
- シャルル・ベルリング：ジャン・マリー
- ヴァンサン・ペレーズ：ヴィヴィアン
- シルヴァン・ジャック（フランス語版）：ブルーノ
- ドミニク・ブラン：カタリナ
- ヴァレリア・ブルーニ・テデスキ：クレア

## 評価
レビュー・アグリゲーターのRotten Tomatoesでは17件のレビューで支持率は59%、平均点は5.70/10となった。